# Manuel Meli
Manuel Meli (Roma, 25 marzo 1995) è un doppiatore italiano.

## Biografia
Fin da bambino grande appassionato di cinema, Manuel Meli entra nel mondo del doppiaggio a sette anni grazie all'assistente al doppiaggio Elena Masini, iniziando con L'asilo dei papà

## Doppiaggio

### Film
- Josh Hutcherson in Innamorarsi a Manhattan, Il cane pompiere, Hunger Games, Hunger Games - La ragazza di fuoco, Hunger Games - Il canto della rivolta - Parte 1, Hunger Games - Il canto della rivolta - Parte 2, The Disaster Artist, 57 secondi, Five Nights at Freddy's, The Beekeeper, Five Nights at Freddy’s 2
- Ansel Elgort in Lo sguardo di Satana - Carrie, Colpa delle stelle, Baby Driver - Il genio della fuga, Il cardellino, November Criminals, Billionaire Boys Club
- Freddie Highmore in La musica nel cuore - August Rush, Spiderwick - Le cronache, Arthur e la vendetta di Maltazard, Arthur e la guerra dei due mondi, La rivoluzione di Charlie
- Harris Dickinson in Darkest Minds, Maleficent - Signora del male, The King's Man - Le origini, Omicidio nel West End, La ragazza della palude, The Warrior: The Iron Claw, Blitz
- Fionn Whitehead in Dunkirk, The Children Act - Il verdetto, Voyagers, Il ritratto del duca, Emily
- Tye Sheridan in Dark Places - Nei luoghi oscuri, X-Men - Apocalisse, X-Men: Dark Phoenix, Il Bar delle Grandi Speranze
- Logan Lerman in Noi siamo infinito, Stuck in Love, Fury
- Dylan Minnette in Piccoli brividi, Man in the Dark, Scream
- Brenton Thwaites in Oculus - Il riflesso del male, The Giver - Il mondo di Jonas, Ride - Ricomincio da me
- Nick Robinson in Noi siamo tutto, Tuo, Simon, Strange But True
- Patrick Schwarzenegger in Il sole a mezzanotte - Midnight Sun, Dear Eleanor, Girl Power - La rivoluzione comincia a scuola
- Lucas Hedges in Tre manifesti a Ebbing, Missouri, Ben is Back, Honey Boy
- Hero Fiennes Tiffin in After, After 2, After 3, After 4, After 5 - Capitolo finale, First Love
- Paul Mescal in La figlia oscura, Creature di Dio, Estranei, Il gladiatore II
- Will Poulter in Le cronache di Narnia - Il viaggio del veliero, Come ti spaccio la famiglia, Guardiani della Galassia Vol. 3, Death of a Unicorn
- Ezra Miller in Animali fantastici e dove trovarli, Animali fantastici - I crimini di Grindelwald, Animali fantastici - I segreti di Silente
- Dylan Arnold in Halloween, Halloween Kills, Oppenheimer
- Booboo Stewart in Breaking Dawn - Parte 1, Breaking Dawn - Parte 2
- Jovan Adepo in Barriere, Overlord
- Alex Wolff in Bad Education, Pig - Il piano di Rob
- Jimmy Bennett in Un'impresa da Dio, Poseidon
- Colin Ford in La mia vita è uno zoo, Disconnect
- Asa Butterfield in Miss Peregrine - La casa dei ragazzi speciali, Lo spazio che ci unisce
- Jake Cherry in Una notte al museo, Una notte al museo 2 - La fuga
- Alex Lawther in Vi presento Christopher Robin, The Last Duel
- George MacKay in 1917, The End
- Mena Massoud in Aladdin, Il trattamento reale
- Benjamin Mascolo in Time Is Up, Time Is Up 2
- Mackenyu in Pacific Rim - La rivolta, Rurouni Kenshin: The Final
- Towa Araki in Rurouni Kenshin: The Final, Rurouni Kenshin: The Beginning
- Tony Revolori in Grand Budapest Hotel, Scream VI
- Micheal Ward in Empire of Light, The Beautiful Game
- Kodi Smit-McPhee in Elvis, Maria
- Finn Cole in Dreamland
- Jeremy Irvine in Fallen
- Cole Sprouse in A un metro da te
- Justice Smith in Pokémon: Detective Pikachu
- Jacob Latimore in Collateral Beauty
- Charlie Rowe in Rocketman
- Hugh Skinner in Mamma Mia! Ci risiamo
- Douglas Booth in Romeo and Juliet
- Gabriel Basso in Una doppia verità
- Ed Sheeran in Yesterday
- Justin Bieber in Zoolander 2
- James Hamrick in Devil's Knot - Fino a prova contraria
- John Bell in Lo Hobbit - La desolazione di Smaug
- Skyler Gisondo in Notte al museo - Il segreto del faraone
- John D'Leo in Cose nostre - Malavita
- Patrick Hurd-Wood in Solomon Kane
- Ryan Shoos in The Gallows - L'esecuzione
- Ed Sanders in Sweeney Todd - Il diabolico barbiere di Fleet Street
- Lucian Maisel in Stanno tutti bene - Everybody's Fine
- Regan Young in Alieni in soffitta
- Ben Walker in La bussola d'oro
- Timothée Chalamet in Il re
- Raphaël Coleman in Il quarto tipo
- Dylan Hartigan in La donna perfetta
- Adrián Alonso in The Legend of Zorro
- Dane DeHaan in Lincoln
- Alex Esmail in Attack the Block - Invasione aliena
- Ahmed Dramé in Una volta nella vita
- Ahmad Khan Mahmidzada in Il cacciatore di aquiloni
- Yukito Nishii in Confessions
- KJ Apa in Cosa mi lasci di te
- Henry Zaga in The New Mutants
- Austin Abrams in Città di carta
- Fred Hechinger in Notizie dal mondo
- Arthur Defays in Un profilo per due
- Cayden Boyd in Un segreto tra di noi
- Alex Høgh Andersen in Un'ombra negli occhi
- Granit Rushiti in Zlatan
- Marwan Zeghbib in Non conosci Papicha
- Tyler James Williams in Hollywood Stargirl
- Alex Aiono in Alla scoperta di 'Ohana
- Jackson White in Ambulance
- Barry Keoghan in The Batman
- Jayden Popik in L'abbinamento perfetto
- Fredrik Skogsrud in Blasted - In due contro gli alieni
- Noah Centineo in Black Adam
- Nicholas Hoult in The Menu
- Jamie Flatters in Avatar - La via dell'acqua
- Taylor Zakhar Perez in Rosso, Bianco & Sangue Blu
- Theo Trebs in Lezioni di sogni
- Samuel Honywood in Nanny McPhee - Tata Matilda
- Nutdanai Kong in The Protector - La legge del Muay Thai
- Ibrahima Traoré in Atlantique
- Cory Michael Smith in May December
- Darren Barnet in Tutti tranne te
- Andrea Arcangeli in Omen - L'origine del presagio
- Edmund Donovan in Civil War
- Angus Cloud in Abigail
- Jerry Hoffmann in L'aggiusta-cuori
- Minne Koole in Crypto Boy
- Jakub Sasak in Le onde dell'amore
- Swit Eme in El Campeón
- Julian Naceri in Gli infallibili
- Donald Elise Watkins in Fly Me to the Moon - Le due facce della Luna
- Bill Skarsgård in The Crow - Il corvo
- Efeosa Afolabi in Silver e il libro dei sogni
- Virgile Bramly in Nice Girls
- Jeremy Lewin in Il caso Goldman
- Devon Terrell in It's What's Inside
- Rhys Mannion in Freud - L'ultima analisi
- Jack Harlow in The Instigators
- Jurij Borisov in Anora
- Felix Kammerer in Eden
- Justin Cornwell in Havoc
- David Castañeda in Ballerina
- Damson Idris in F1 - Il film
- Joshua Orpin in So cosa hai fatto
- Benny Safdie in Un tipo imprevedibile 2

### Film d'animazione
- Natsu Dragneel in Fairy Tail The Movie: Phoenix Priestess, Fairy Tail The Movie: Dragon Cry
- Taki Tachibana in Your Name., Weathering with You
- Effy in Winnie the Pooh e gli Efelanti, Il primo Halloween da Efelante
- Renaldo Procione e Tommy Squalo in Tiny Toons Looniversity
- Tantor in Tarzan 2
- Fiore in Bambi 2 - Bambi e il Grande Principe della foresta
- Toby in Red e Toby 2 - Nemiciamici
- Phineas Flynn in Phineas e Ferb: Il film - Nella seconda dimensione e Phineas e Ferb: Il film - Candace contro l'Universo
- Shocky in Giù per il tubo
- Bambino Mullet in Ant Bully - Una vita da formica
- Pulce in Alla ricerca di Nemo
- Yankee Irving in Piccolo grande eroe
- Lewis in I Robinson - Una famiglia spaziale
- Niko in Niko - Una renna per amico
- Rudy in Ortone e il mondo dei Chi
- Flounder (canto) ne La sirenetta - Quando tutto ebbe inizio
- Voce bambino in Donkey Xote
- Eckle in Planet 51
- Ash in Fantastic Mr. Fox
- Kenny Rogers in Firebreather
- Shō in Arrietty - Il mondo segreto sotto il pavimento
- Seiji Amasawa in I sospiri del mio cuore
- Tombo in Kiki - Consegne a domicilio (ed. 2013)
- Justin in Justin e i cavalieri valorosi
- Khumba in Khumba
- Josh (voce) in Postino Pat - Il film
- Mamoru Chiba / Tuxedo Mask, King Endymion in Pretty Guardian Sailor Moon Cosmos - Il film
- Mamoru Chiba / Tuxedo Mask in Pretty Guardian Sailor Moon Eternal - Il film
- Piers in Palle di neve
- Felix in Felix l'ultima lince
- Travis in Emoji - Accendi le emozioni[2]
- Lorenz in Rabbit School - I guardiani dell'uovo d'oro
- Kaneda in Akira (ridoppiaggio 2018)
- Idrees in Sotto il burqa
- Lou in Pupazzi alla riscossa
- Damian Wayne/Robin in Batman: Hush
- Aaron Mitchell ne I Mitchell contro le macchine
- Jorge in La fiaba infinita
- Sugo in The Witcher: Nightmare of the Wolf
- Hohsalle in The Deer King - Il re dei cervi
- Harry Huffman in Scrooge - Canto di Natale
- Monkey King in The Monkey King
- Ban in The Seven Deadly Sins the Movie: Prisoners of the Sky
- Din Song in Il drago dei desideri
- Sōta Munakata in Suzume
- Henry, Duca di Cheshire in Il fantasma di Canterville
- Bloofy in Inside Out 2
- Hans Axel von Fersen in Le rose di Versailles - Lady Oscar

### Serie televisive
- Freddie Highmore in Bates Motel, The Good Doctor, Leonardo
- Charlie Rowe in Salvation, Vanity Fair - La fiera delle vanità
- Keiynan Lonsdale in The Flash, Legends of Tomorrow
- Cole Sprouse in Zack e Cody al Grand Hotel, Zack e Cody sul ponte di comando
- Skylar Astin in Che Todd ci aiuti, Lo straordinario mondo di Zoey
- Mason Alexander Park in Cowboy Bebop, The Sandman
- Jojo Macari in Gli Irregolari di Baker Street, Those About to Die
- Nick Robinson in Melissa & Joey, A Teacher: Una storia sbagliata
- Osric Chau in Supernatural, Dirk Gently - Agenzia di investigazione olistica
- Toby Regbo in Reign, I Medici
- KJ Apa in Riverdale
- Alexander Vlahos e Asa Butterfield in Merlin
- Nick Hargrove in Streghe
- Diego Boneta in Scream Queens
- Jordan Gavaris in Orphan Black
- Jimmy Bennett in No Ordinary Family
- Graham Phillips in The Good Wife
- Emilio Sakraya in Tribes of Europa
- Jack Gleeson in Il Trono di Spade
- Max Schneider in Crisis
- Cameron Monaghan in Shameless
- Nick Merico in Emma una strega da favola
- Dylan Everett in Wingin' It
- Andy Pessoa in I maghi di Waverly
- Adam Irigoyen in A tutto ritmo
- Calum Worthy in Austin & Ally
- Alex Wolff in The Naked Brothers Band
- Alexander Gould in Weeds
- Trevor Flannagan-Tordjman in The Next Step
- Chris Tavarez e Jason Karasev in K.C. Agente Segreto
- Paul Butcher in Zoey 101
- Tim Tiedemann in Grani di pepe
- Gefen Barkai in Summer Days
- Blake Jenner in Supergirl
- Josh Hutcherson in Future Man
- Joshua Orpin in Titans
- Logan Lerman in Hunters
- Damson Idris in Snowfall
- Shannon Kook in The 100
- Connor Swindells in Sex Education
- Chase Stokes in Outer Banks
- Jonathan Whitesell in C'era una volta
- Skylar Astin ne Lo straordinario mondo di Zoey
- Mark Indelicato in Ugly Betty
- Carter Redwood in FBI: International
- Lincoln A. Castellanos in Fear the Walking Dead
- Angus Cloud in Euphoria
- Gabriel Basso in The Night Agent
- David Lim in S.W.A.T.
- Tom Rhys Harries in Suspicion
- Mackenyu in One Piece
- Patrick Schwarzenegger in Gen V
- Jack Whitehall in Good Omens
- Jake Manley in The Consultant
- Éanna Hardwicke in Fate: The Winx Saga
- Connor Swindells in Sex Education
- Kang Min-hyuk in Celebrity
- Lee Yi-kyung in Vuoi sposare mio marito?
- Andrea Arcangeli in Romulus
- Lee Min-ho in Pachinko - La moglie coreana
- Gaku Space in Street Fighter: Assassin's Fist
- Jerry Hoffmann in Yakamoz S-245
- Víctor Sáinz in Respira
- Sergio Momo in Élite
- Miguel Bernardeau in 1899
- Nathan Gamble in Runaway - In fuga
- Umut Yeşildağ in La famiglia Uysal
- Keita Machida in Yu Yu Hakusho
- José Pastor in Valeria
- Merlin Rose in Gli specialisti
- Dallas Liu in Avatar - La leggenda di Aang
- Enyi Okoronkwo in Nell - Rinnegata
- Micheal Ward in The A List
- Matthew Erick White in Criminal Minds
- Henry Ashton in Come uccidono le brave ragazze
- Corey Knight in We Are Who We Are
- Federico Cempella in Gormiti - The New Era
- Josh Heuston in Dune: Prophecy
- Louis Partridge in Disclaimer - La vita perfetta
- Park Jeong-min in Newtopia
- Young Mazino in The Last of Us

### Soap opera e telenovelas
- Oliver Ruano in Un altro domani
- Christian Puebla in Incorreggibili
- Facundo Gambandè in Violetta
- Chay Suede in Rebelde
- Martin Barba in Lana, fashion blogger

### Film TV e miniserie
- Trevor Flannagan-Tordjman in Zombies, Zombies 2 e Zombies 3
- Dominic Scott Kay in La mia fedele compagna
- Travis Turner in Natale a Castlebury Hall
- Zachary Gordon in 100 volte Natale
- Luke Benward in Gli esploratori del tempo, Cloud 9
- Toby Regbo in L'isola del tesoro
- Will Poulter in Agatha Christie - Perché non l'hanno chiesto a Evans?
- Jonah Hauer-King in Piccole donne
- Alex Wolff in Bad Education
- Joey Pollari in Skyrunners
- Jayden Popik in L'abbinamento perfetto
- Ty Wood in Ruby
- George MacKay in Tsunami
- Arthur Vaughan-Whitehead in La Regina e il Cardinale
- Ben Petry in Doc West
- Steven Manetto in Don Matteo 5
- Gianluca Grecchi in Il cuore nel pozzo
- Jordan Fisher in Teen Beach Movie
- Blake Draper in Prom Pact
- Rory Gibson in Il lato oscuro della mia gemella
- Caleb Ruminer in Seduzione letale
- Ricky He in Freaky Friday
- David Sutcliffe in Un anno senza Babbo Natale
- Jonas Lovis in Un milionario per mamma
- Skylar Astin in Lo straordinario Natale di Zoey
- Ryu Jun-yeol in The 8 Show
- David Gridley in Criminal Minds
- Nicholas Chavez in Monsters: la storia di Lyle ed Erik Menendez

### Serie animate
- Natsu Dragonil e Natsu Dragion in Fairy Tail, Fairy Tail: 100 Years Quest
- Mamoru Chiba/Tuxedo Mask in Pretty Guardian Sailor Moon Crystal
- Piccolo Principe in Il piccolo principe
- Frederick "Fred" Luckpuig in Lucky Fred
- Callum in Il principe dei draghi
- Travis in Regal Academy
- Xavier-Yves "XY" in Miraculous - Le storie di Ladybug e Chat Noir
- Piccolo Mago in Cuccioli
- Binky Abdul in Due fantagenitori
- Jess in Indovina con Jess
- Cheng in Skyland
- Wayne in Higglytown Heroes - 4 piccoli eroi
- Hajime in Pretear - La leggenda della nuova Biancaneve
- Charlie in Charlie e Lola
- Spinner in Miss Spider
- Yui (canto) in Vera e Il Regno D' Arcobaleno
- Leo in Little Einsteins
- Diego in Dora l'esploratrice, Vai Diego
- Bambino della villa in Pretty Cure Max Heart
- Effy ne I miei amici Tigro e Pooh
- Phineas Flynn in Phineas e Ferb
- Andy Baker/Fury in  Ghostforce
- Steve (1ª voce) in Curioso come George
- Dino in PPG Z - Superchicche alla riscossa
- Kammamuri in Sandokan - Le due tigri
- TJ Botsford in Word Girl
- George Little in Stuart Little
- Lelouch Vi Britannia bambino in Code Geass: Lelouch of the Rebellion
- Bruno in Chuggington
- Jude Sharp in Inazuma Eleven
- Clayton (S1) in Lo straordinario mondo di Gumball
- Kazuya Gordon in Scan2Go
- Flash/Agente Venom in Ultimate Spider-Man
- Shōma Takakura in Mawaru-Penguindrum
- Casey Jones in Teenage Mutant Ninja Turtles - Tartarughe Ninja
- Taiki Kudo in Digimon Fusion Battles
- Van Yamano in Little Battlers eXperience e Danball Senki W
- Dice Corleone in Sam & Cat Animate
- Theo in Looped - È sempre lunedì
- Ken Kaneki in Tokyo Ghoul
- Rico in Heidi
- Alvin Seville (canto) in Alvinnn!!! e i Chipmunks
- Penn Zero in Penn Zero: Eroe Part-Time
- Lorenzo in A tutto reality presenta: Missione Cosmo Ridicola
- Tyler (canto) in Supernoobs
- Jin in Infinity Nado
- Zack Underwood in La legge di Milo Murphy
- Mateo in Elena di Avalor
- Kaz Kaan in Neo Yokio
- Bernard Williams in Craig[3]
- Birba Gatto ne La casa delle bambole di Gabby
- Mikey Howars Munroe in Bunsen è una Bestia[4]
- Raymond in OK K.O.!
- Leon in Violet Evergarden
- Terry e Olympio in 44 gatti
- Yuriychka "Yuliy" Jirov in Sirius the Jaeger
- Haruo Yaguchi in Hi Score Girl
- Yaiba Byakuyaō in Battle Spirits - Sword Eyes
- Jude Lizowski in A tutto reality: le origini
- Legoshi in Beastars
- Seba Natsuki in Sakamoto Days
- Nabu in Mobile Suit Gundam GQuuuuuuX
- Rika Honjo in High-Rise Invasion
- Davion in Dota: Dragon's Blood[5]
- Adamo in Record of Ragnarok
- Truman in Fairfax
- Ivan Karelin / Origami Cyclone in Tiger & Bunny
- Johnny Fulmine (da giovane) in Super ladri
- Canuto in Vinland Saga
- Gurjin in Dark Crystal - La resistenza
- Vargir in Viking Skool[6]
- Himmel in Frieren - Oltre la fine del viaggio
- Robin III / Tim Drake in Young Justice
- Ekko in Arcane
- Laios in Dungeon Food
- Ragazzo in Secret Level (ep. 1x08)
- Thad in Murder Drones
- Newkirk in Leviathan

### Videogiochi
- Phineas Flynn in Phineas e Ferb[7], Phineas e Ferb nella seconda dimensione, Disney Infinity
- Lucas Nickle in Ant Bully - Una vita da formica[8]
- Simba in Disney Friends[9]
- Ember in Elsword
- Jude Sharp in Inazuma Eleven[10]
- Cal Kestis in Star Wars: Jedi Fallen Order[11] e Star Wars Jedi: Survivor[12]
- Heimdall in God of War Ragnarök[13]

## Riconoscimenti
- 2008 – Premio Giovani doppiatori al "Gran Premio internazionale del doppiaggio" per la sua interpretazione nel film Il cacciatore di aquiloni
- 2014 – Microfono d'oro al festival "Le voci del cinema"
- 2016 – Premio Gran Galà del Doppiaggio Romics
- 2016 – Premio Miglior voce di un cattivo al festival "Le voci del cinema" per la sua interpretazione in Bates Motel
- 2016 – Premio Voce dell'anno al festival "Le voci del cinema"
- 2017 – Premio Sergio Fiorentini presso "La casa del cinema"
- 2024 - Premio "Onda Sonora" promosso da Voci Animate e Videogiochitalia al Torino Comics come miglior doppiatore per la sua interpretazione in Star Wars Jedi Survivor
- La Musa d'Oro 2025 Premio Speciale Giuria [14]